# Tristiropsis acutangula
Tristiropsis acutangula är en kinesträdsväxtart som beskrevs av Ludwig Radlkofer. Tristiropsis acutangula ingår i släktet Tristiropsis och familjen kinesträdsväxter. Inga underarter finns listade i Catalogue of Life.